# Іващук Дмитро Іванович
Дмитро Іванович Іващук (19 січня 1932, село Лисівка, тепер Житомирського району Житомирської області — 4 березня 2012) — молдавський радянський діяч, міністр плодоовочевого господарства Молдавської РСР. Кандидат у члени ЦК КП Молдавії в 1966—1971 роках. Член ЦК КП Молдавії в 1963—1966 та 1971—1986 роках. Депутат Верховної Ради Молдавської РСР 7-го та 10-го скликань. Депутат Верховної Ради СРСР 8—9-го скликань.

## Біографія
Народився в селянській родині.
У 1955 році закінчив Київський гідромеліоративний інститут.
У 1955—1956 роках — інженер-гідромеліоратор Григоріопольської машинно-тракторної станції Молдавської РСР.
У 1956—1958 роках — 2-й секретар, 1-й секретар Григоріопольського районного комітету ЛКСМ Молдавії.
Член КПРС з 1957 року.
У 1958—1961 роках — 1-й секретар Дубоссарського районного комітету ЛКСМ Молдавії.
У 1961—1962 роках — завідувач організаційного відділу, секретар Дубоссарського районного комітету КП Молдавії.
У 1962—1965 роках — секретар Дубоссарського промислово-виробничого парткому КП Молдавії; секретар парткому Дубоссарського виробничого колгоспно-радгоспного управління.
У 1965 році — 1-й секретар Дубоссарського районного комітету КП Молдавії.
У 1965—1968 роках — 1-й заступник міністра меліорації та водного господарства Молдавської РСР.
У 1968—1972 роках — 1-й секретар Тираспольського (Слободзейського) районного комітету КП Молдавії.
6 лютого 1973 — 16 січня 1981 року — голова Аграрно-промислового об'єднання Молдавської РСР із виробництва, заготівель, промислової переробки та збуту овочів і фруктів «Молдплодоовочпром».
16 січня — 15 травня 1981 року — міністр плодоовочевого господарства Молдавської РСР.
З 1981 року — завідувач сектору відділу ЦК КПРС у Москві.
Потім — на пенсії.
Помер 4 березня 2012 року.

## Нагороди
- орден Жовтневої Революції
- три ордени Трудового Червоного Прапора
- медалі